# Přebytek (Nové Město pod Smrkem)

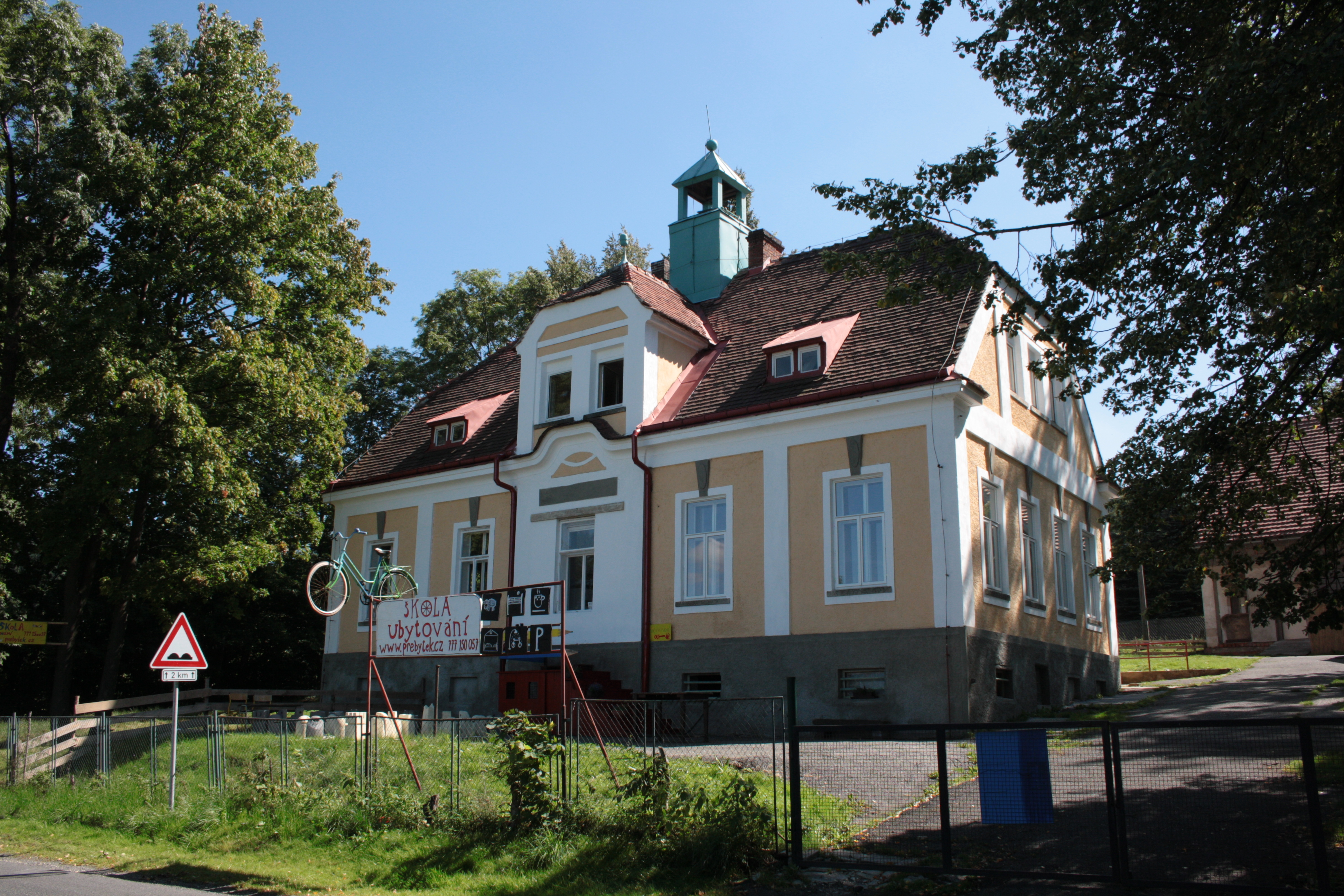
Ehemalige Schule

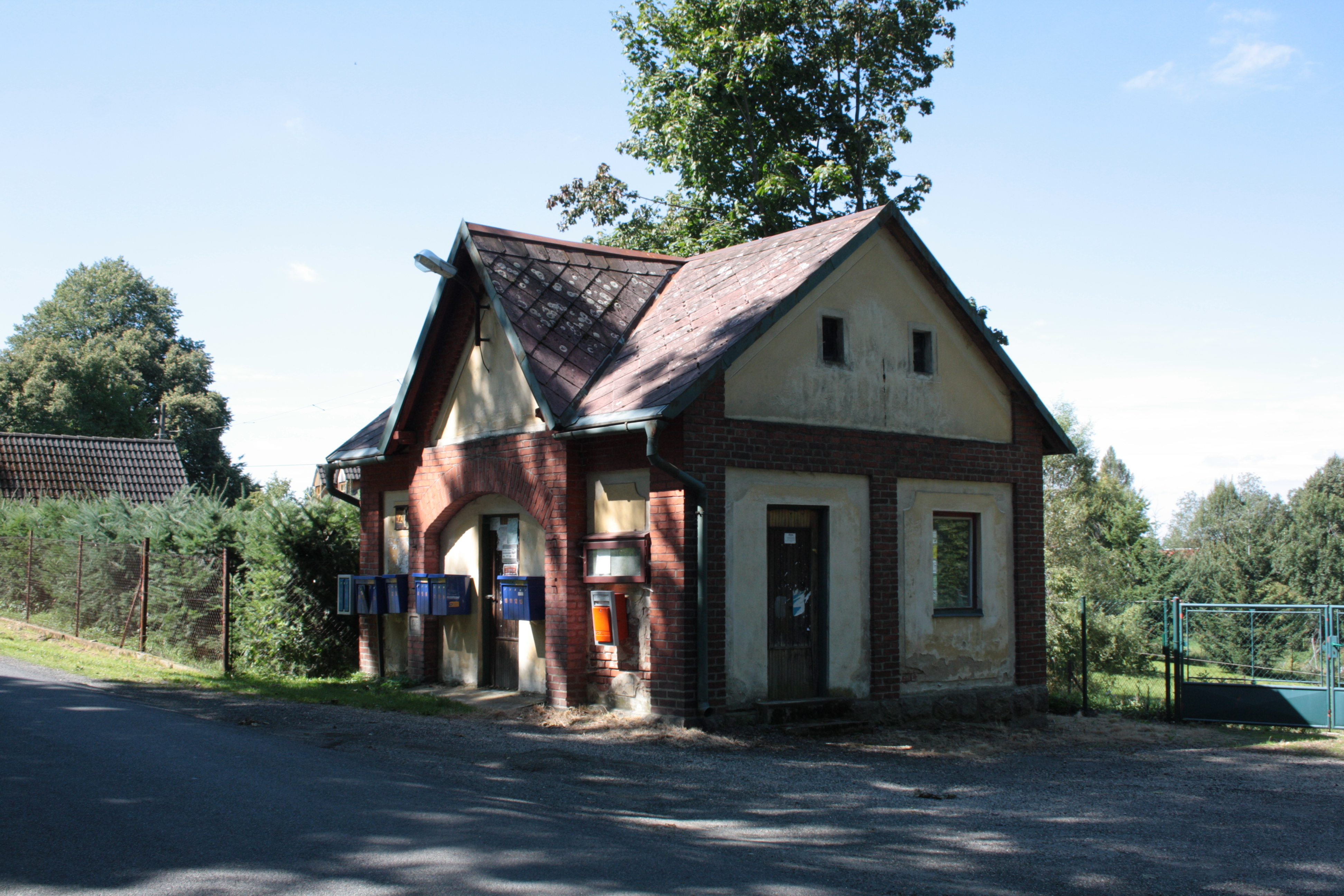
Wartehäuschen

Přebytek (deutsch Überschar) ist eine Grundsiedlungseinheit der Stadt Nové Město pod Smrkem in Tschechien. Sie liegt anderthalb Kilometer nördlich von Lázně Libverda und gehört zum Okres Liberec.

## Geographie
Přebytek befindet sich auf einem Höhenrücken zwischen den Tälern des Ludvíkovský potok (Lusdorfer Bach) und Libverdský potok (Liebwerder Bach) im Isergebirgsvorland (Frýdlantská pahorkatina). Im Ort entspringt der Přebytecký potok, westlich der Pekelský potok. Nordöstlich erheben sich der Hřebenáč (Kohlhübel, 566 m) und der Andělský vrch (Schöbicht, 572 m), im Osten der Závorník (Riegelberg, 695 m), Svinský vrch (Sauberg, 756 m) und der Smrk (Tafelfichte, 1124 m), südöstlich die Tišina (873 m), im Südwesten der Dubový vrch (Eichberg, 467 m), westlich der Pekelský vrch (Höllberg, 487 m) sowie im Nordwesten der Chlum (Hoher Hain, 495 m).
Nachbarorte sind Hajniště und Ludvíkov pod Smrkem im Norden, Nové Město pod Smrkem, U Lesa, Ulicko und Czerniawa-Zdrój im Osten, Góreczno, Podgórna und Świeradów-Zdrój im Osten, Lázně Libverda im Süden, Hejnice und Lužec im Südwesten, Peklo und Raspenava im Westen sowie Frýdlant, Krásný Les, V Lukách und Dolní Řasnice im Nordwesten.

## Geschichte
Die zur Herrschaft Friedland gehörige Streusiedlung entstand nach 1750 auf der Anhöhe Ueberschaar entlang des Fahrweges zwischen Lusdorf und Bad Liebwerda. Der Ortsname leitet von der Flurbezeichnung Überschar ab und weist auf ein bei der Gründung der beiden Waldhufendörfer Lusdorf und Bad Liebwerda nicht aufgeteiltes Wald- oder Weideland hin.
Im Jahre 1832 bestand Ueberschaar aus 33 Häusern, von denen 31 zu Lusdorf und zwei einschichtige zu Bad Liebenwerda gehörten. Pfarrort war Lusdorf. Bis zur Mitte des 19. Jahrhunderts blieb Ueberschaar der Allodialherrschaft Friedland untertänig.
Nach der Aufhebung der Patrimonialherrschaften bildete Überschar ab 1850 einen Ortsteil der Gemeinde Lusdorf im Bunzlauer Kreis und Gerichtsbezirk Friedland. Ab 1868 gehörte das Dorf zum Bezirk Friedland. Im Jahre 1896 wurde der Weg zwischen Lusdorf und Bad Liebenwerda zur Straße ausgebaut. Ab 1911 gehörte das Dorf zum neugebildeten Gerichtsbezirk Neustadt an der Tafelfichte. Der tschechische Name Přebytek wurde 1924 eingeführt. Zu Beginn des Jahres 1931 wurde die deutsche Volksschule in Überschar geschlossen, nachdem die Zahl der eingeschriebene Kinder auf fünf gesunken war. Stefan Hausmann aus Überschar ließ 1931 zwischen Überschar und Bad Liebwerda nach dem Vorbild des Riesenfasses auf dem Jaberlich die Ausflugsgaststätte „Riesenfaß“ errichten. Nach dem Münchner Abkommen erfolgte 1938 die Angliederung an das Deutsche Reich; bis 1945 gehörte Überschar zum Landkreis Friedland. Nach dem Ende des Zweiten Weltkrieges kam Přebytek zur Tschechoslowakei zurück und die meisten deutschböhmischen Bewohner wurden vertrieben. Im Jahre 1960 wurde Přebytek zusammen mit Ludvíkov pod Smrkem nach Nové Město pod Smrkem eingemeindet; zugleich erfolgte die Auflösung des Okres Frýdlant und das Dorf wurde dem Okres Liberec zugeordnet. 1979 wurde an der Quelle des Přebytecký potok ein Freibad errichtet, das inzwischen wieder aufgelassen wurde.

## Ortsgliederung
Přebytek ist Teil des Katastralbezirkes Ludvíkov pod Smrkem.

## Sehenswürdigkeiten
- Ausflugsgaststätte Riesenfass (Obří sud), unterhalb von Přebytek
- Šafránkův kámen, der Gedenkstein nordwestlich von Přebytek erinnert an Vladimír Šafránek aus Hejnice, der sich dort 1981 erschoss[4]
- Kříž Milana Zejdy, östlich von Přebytek, es erinnert an den Tod von Milan Zejda aus Ludvíkov pod Smrkem, der dort 2002 auf dem Heimweg vom Riesenfass verstarb[5]